# فرانسيس ريد أليوت
فرانسيس ريد أليوت (بالإنجليزية: Frances Reed Elliot) هي ممرضة أمريكية، ولدت في 1892 في نوكسفيل في الولايات المتحدة، وتوفيت في 1965.